# Macquartia plumbea
Macquartia plumbea är en tvåvingeart som beskrevs av Richter och Wood 1995. Macquartia plumbea ingår i släktet Macquartia och familjen parasitflugor. Inga underarter finns listade i Catalogue of Life.